# Economia da Irlanda do Norte

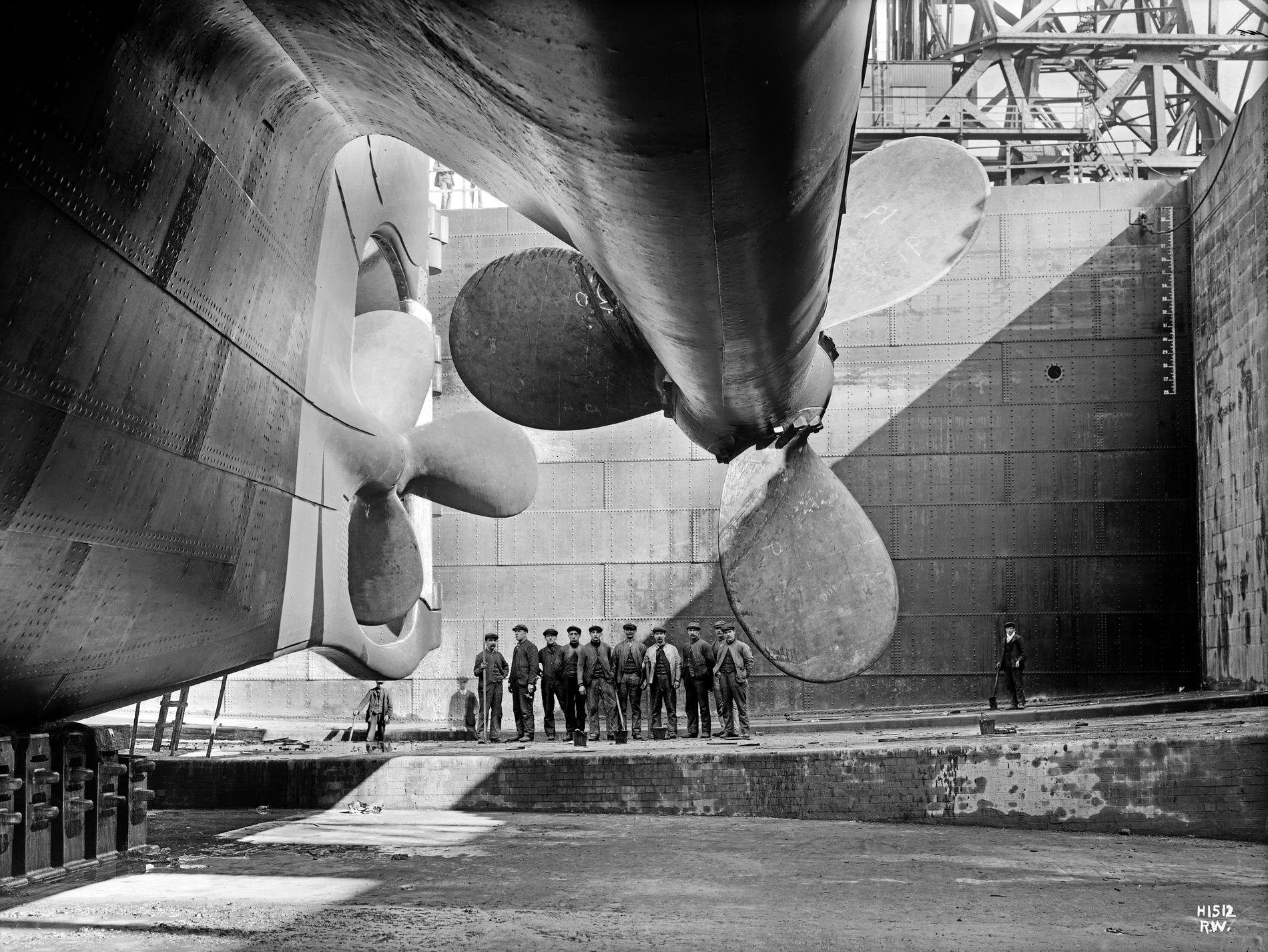
O Titanic, o mais famoso produto manufaturado exportado da Irlanda do Norte, sendo admirado por trabalhadores da fábrica, antes de seu lançamento

A economia da Irlanda do Norte é a menor das quatro nações do Reino Unido, baseia-se na agricultura e na indústria. Predominam as pequenas propriedades cuja produção agropecuária conta com gado bovino, ovino, suíno e aves de quintal. As principais culturas agrícolas são batatas, cereais e frutas. As indústrias, entre as quais se destacam a têxtil baseada no linho e a náutica, são algumas das mais importantes fontes de riqueza.